# Bisbat de Presidente Prudente
El bisbat de Presidente Prudente (portuguès: Diocese de Presidente Prudente; llatí: Dioecesis Prudentipolitana) és una seu de l'Església catòlica al Brasil, que pertany a la regió eclesiàstica Sud 1, sufragània de l'arquebisbat de Botucatu. Al 2020 tenia 555.415 batejats d'un total de 587.730 habitants. Esta dirigida pel bisbe Benedito Gonçalves dos Santos.

## Territori
La diòcesi comprèn 27 municipis de la part sud-occidental de l'estat Brasilr de São Paulo: Presidente Prudente, Alfredo Marcondes, Álvares Machado, Anhumas, Caiabu, Caiuá, Emilianópolis, Estrela do Norte, Indiana, Marabá Paulista, Martinópolis, Mirante do Paranapanema, Narandiba, Piquerobi, Pirapozinho, Presidente Bernardes, Presidente Epitácio, Presidente Venceslau, Regente Feijó, Ribeirão dos Índios, Rosana, Sandovalina, Santo Anastácio, Santo Expedito, Taciba, Tarabai i Teodoro Sampaio.
La seu episcopal era la ciutat d'Presidente Prudente, on es troba la catedral del Sant Sebastià.
El territori s'estén sobre 15.513 km² i està dividit en 54 parròquies.

## Història
La diòcesi va ser erigida el 16 de gener de 1960 en virtut de la butlla Cum venerabilis del papa Joan XXIII, prenent el territori de la diòcesi d'Assís.
L'11 d'abril de 1983, en virtut del decret Concrediti gregis de la Congregació per als bisbes s'amplià el territori de la diòcesi, estenent la seva jurisdicció al municipi de Martinópolis, abans pertanyent a la diòcesi d'Assís.

## Cronologia episcopal
- José de Aquino Pereira † (26 de març de 1960 - 6 de maig de 1968 nomenat bisbe de Rio Preto)
- José Gonçalves da Costa, C.SS.R. † (24 de novembre de 1969 - 19 d'agost de 1975 nomenat arquebisbe coadjutor de Niterói[1])
- Antônio Agostinho Marochi † (2 de febrer de 1976 - 20 de febrer de 2002 jubilat)
- José María Libório Camino Saracho † (20 de febrer de 2002 - 16 d'abril de 2008 jubilat)
- Benedito Gonçalves dos Santos, des del 16 d'abril de 2008

## Estadístiques
A finals del 2019, la diòcesi tenia 555.415 batejats sobre una població de 587.730 persones, equivalent al 94,5% del total.
| any  | població | població | població | sacerdots | sacerdots       | sacerdots       | sacerdots             | diàques | religiosos | religiosos | parroquies |
| ---- | -------- | -------- | -------- | --------- | --------------- | --------------- | --------------------- | ------- | ---------- | ---------- | ---------- |
| any  | batejats | total    | %        | total     | clergat secular | clergat regular | batejats por sacerdot | diàques | homes      | dones      |            |
| 1961 | 330.000  | 350.000  | 94,3     | 13        | 2               | 11              | 25.384                |         | 5          | 41         | 17         |
| 1968 | 250.000  | 300.000  | 83,3     | 37        | 30              | 7               | 6.756                 |         | 8          | 60         | 26         |
| 1976 | 318.732  | 367.987  | 86,6     | 31        | 16              | 15              | 10.281                |         | 15         | 47         | 28         |
| 1980 | 391.000  | 446.000  | 87,7     | 32        | 21              | 11              | 12.218                |         | 13         | 53         | 30         |
| 1990 | 356.000  | 397.000  | 89,7     | 27        | 20              | 7               | 13.185                |         | 9          | 56         | 33         |
| 1999 | 410.000  | 463.000  | 88,6     | 42        | 31              | 11              | 9.761                 |         | 15         | 41         | 34         |
| 2000 | 416.000  | 470.000  | 88,5     | 44        | 33              | 11              | 9.454                 |         | 15         | 41         | 35         |
| 2001 | 470.000  | 511.445  | 91,9     | 45        | 34              | 11              | 10.444                |         | 20         | 38         | 36         |
| 2002 | 469.000  | 510.000  | 92,0     | 46        | 35              | 11              | 10.195                |         | 20         | 38         | 36         |
| 2003 | 470.000  | 511.445  | 91,9     | 50        | 41              | 9               | 9.400                 |         | 10         |            | 38         |
| 2004 | 470.000  | 511.445  | 91,9     | 49        | 39              | 10              | 9.591                 |         | 12         | 61         | 39         |
| 2013 | 529.000  | 568.000  | 93,1     | 64        | 52              | 12              | 8.265                 |         | 17         | 41         | 51         |
| 2016 | 542.400  | 582.700  | 93,1     | 67        | 55              | 12              | 8.095                 |         | 22         | 36         | 53         |
| 2019 | 555.415  | 587.730  | 94,5     | 70        | 58              | 12              | 7.934                 |         | 19         | 34         | 54         |